# جمارد
جمارد (به ارمنی: Ջոմարդ) یک منطقهٔ مسکونی در جمهوری آرتساخ است که در استان شاهومیان واقع شده‌است.